# Cteipolia honeyi
Cteipolia honeyi är en fjärilsart som beskrevs av Ronkay och Alberto Zilli. Cteipolia honeyi ingår i släktet Cteipolia och familjen nattflyn. Inga underarter finns listade i Catalogue of Life.